# Hancock (Massachusetts)
Hancock es un pueblo ubicado en el condado de Berkshire en el estado estadounidense de Massachusetts. En el Censo de 2010 tenía una población de 717 habitantes y una densidad poblacional de 7,75 personas por km².

## Geografía
Hancock se encuentra ubicado en las coordenadas 42°31′29″N 73°19′24″O / 42.52472, -73.32333. Según la Oficina del Censo de los Estados Unidos, Hancock tiene una superficie total de 92.55 km², de la cual 92.37 km² corresponden a tierra firme y (0.19%) 0.18 km² es agua.

## Demografía
Según el censo de 2010, había 717 personas residiendo en Hancock. La densidad de población era de 7,75 hab./km². De los 717 habitantes, Hancock estaba compuesto por el 96.09% blancos, el 0.84% eran afroamericanos, el 0.14% eran amerindios, el 0.84% eran asiáticos, el 0% eran isleños del Pacífico, el 0.42% eran de otras razas y el 1.67% pertenecían a dos o más razas. Del total de la población el 1.81% eran hispanos o latinos de cualquier raza.